# 鴨田天満宮
鴨田天満宮（かもだてんまんぐう）は、愛知県岡崎市鴨田町字北浦56番地に鎮座する神社。旧社格は村社で、菅原道真を祭神とする天満宮の一つである。

## 歴史

### 創建伝承
901年（延喜元年）、昌泰の変で菅原道真の三男・右大弁従四位菅原資忠が三河国に左遷され、乙見庄鴨田村に住み、自作の父の木像を祀ったのが起源とされる。
資忠が赦免されたのちも、家臣の神職・酒部甕彦がこの地に残り、木像に奉仕し、北野天満宮造営の折、当社も北野天満宮と称されるようになり、地名も北山となった。

### 近世、近代以降
江戸時代、徳川家から社領3石の寄進を受ける。1872年（明治5年）村社に列格される。1907年（明治40年）神饌幣帛料供進社に指定。

## 社殿と境内

### 主要建造物
- 本殿：流造[1]
- 拝殿：入母屋造[1]
- 境内社[1]
  - 神明社（天照大御神・素佐之男命・大物主神）[1]
  - 熊野社（伊邪那美命）[1]
  - 八幡宮（応神天皇・仁徳天皇）[1]

### 地域遺産
岡崎市より境内1,600㎡がふるさとの森に指定されている。

## 伝承
平清盛が厳島神社夢想で得た稲妻の太刀とされる剣を、元暦2年までに三河国を領した平宗盛が奉納したと伝わる。